# Борок (Вашкинский район)
Борок — деревня в Вашкинском районе Вологодской области.
Входит в состав Васильевского сельского поселения, с точки зрения административно-территориального деления — в Васильевский сельсовет.
Расстояние по автодороге до районного центра Липина Бора — 5 км, до центра муниципального образования деревни Васильевская — 8 км. Ближайшие населённые пункты — Берниково, Вашки, Верхнее Хотино, Нижнее Хотино, Поповское.
По данным переписи в 2002 году постоянного населения не было.